# Atropanthe sinensis
Atropanthe sinensis là loài thực vật có hoa trong họ Cà. Loài này được (Hemsl.) Pascher mô tả khoa học đầu tiên năm 1909.